# 帕科略山
17°24′40″S 69°50′57″W / 17.41111°S 69.84917°W

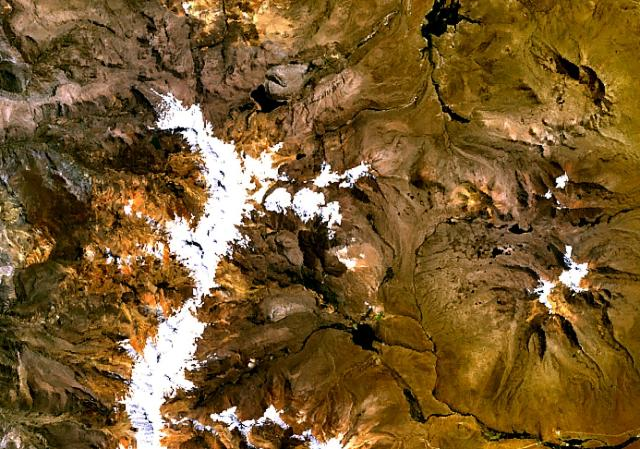

帕科略山（Pacollo），是秘魯的山峰，位於該國南部塔克納大區，由塔拉塔省的塔拉塔區負責管轄，屬於安地斯山脈的一部分，海拔高度5,000米。